# Манга
Manga пренасочва насам.  За турската рок група вижте maNga (група).
Манга е японската дума за комикси и карикатури. Създателят (авторът) на манга се нарича мангака. Извън Япония думата се употребява за означаване на комикси, създадени първоначално в Япония (т.е. японски комикси, комикси в японски стил), но понякога се прилага и за чуждестранни комикси, които наподобяват стила на японската манга.
Мангата има почитатели от почти всички социални слоеве и възрастови групи. Темите, които се засягат в манга творбите, са разнообразни: спорт, романтика, историческа драма, комедия, сапунена опера, фентъзи, научна фантастика, мистерия, ужаси, включително порнографска манга (наричана хентай), и др.
Мангата обикновено се създава в черно-бял цвят, понякога с изключение на кориците и първите няколко страници. Причините за това са няколко: свързано е с традиционната японска живопис, а освен това значително опростява създаването на комикса. Въпреки това съществуват и изцяло цветни манга произведения, а в някои случаи и традиционно черно-бели манга творби имат и празнични броеве, които са цветни.
Най-популярните манга творби често се адаптират за аниме (японски анимации, с характерен графичен стил), като сценарият обикновено се преработва, за да се привлече по-широка публика. Макар и по-рядко, анимето също може да се преработи в манга. В англоговорещите страни съществува широко разпространеното грешно схващане, че думата „манга“ се отнася за японската анимация („аниме“ е правилният термин за това). Това отчасти е резултат от факта, че името и логото на една от най-големите компании разпространители на японска анимация сред западната публика е Manga Entertainment.

## История
Още от самото зараждане на японската култура съществуват рисунки, наподобяващи по идеи и структура днешните манга комикси. Археолозите са открили плочи с подобни изображения дори в древни японски гробници. От 12 век в Япония се появяват сатирични рисунки и картини с хумористичен характер. Особено изкусен в този вид изкуство е бил японският художник Хокусай, живял в началото на 19 век. След 1868 г. Япония започва развитието на модерната медийна комуникация, включително вестници и списания. В тях за първи път се появява мангата. Но най-значителният напредък в този вид изкуство идва след края на Втората световна война, когато окончателно се формира модерната манга като вид изкуство. С други думи, съвременната манга е мангата, която се е появила след ВСВ. Този вид манга има вече половинвековна история.
Съвременната манга води своето начало от един-единствен гений – Осаму Тезука. През 1947 г. Тезука взима книгата на Робърт Луис Стивънсън „Островът на съкровищата“ за вдъхновение за манга версия на книгата, наречена „Новият Остров на съкровищата“. Въпреки мизерните условия след войната и намалената публицистична индустрия в страната, тази творба веднага става бестселър с тираж 400 000 копия. По това време Тезука е деветнадесетгодишен студент по медицина. Новият Остров на съкровищата има зачатъците на новия синтаксис на мангата и има огромно въздействие върху новото поколение манга артисти (мангаки). Самият Тазука продължил да рисува манга до своята смърт през 1989 г. Негови са и някои от най-популярните творби като „Astro Boy“ („Астро момче“).
Последвалото войната десетилетие вижда появата на още много манга артисти освен Тезука, което довежда до същинска манга мания. Въпреки това, мангата все още се смята за детски жанр. Но тези, които израснали, четейки манга, открили, че не могат така лесно да зарежат навика след като достигнали зрелостта. Това било поколението след войната – манга поколението. Заради увлечението си по мангата между хората от това поколение и предишното се образувала голяма дупка/празнина. С разпространението на глобализацията, мангите придобиват и редица европейски или европодобни черти.
До късните шестдесет години на 20 век, манга-поколението стават студенти и модерната манга придобива внушителни размери. По това време хората започват да виждат мангата, която се харесвала на студентите, като вид развлечение и изкуство. Растящото студентско движение с ентусиазъм приема тази новопоявила се медия и по този начин се стига до настоящия вид на японската манга.
Днешната манга включва почти всичко: от книжки с вицове до мелодрама, научна фантастика, литературни произведения като романи до пътеписи, и даже упътвания за учебни и дидактични цели.

## Жанрове
Мангата има много жанрове, но основните са:
спорт, романтика, драма, комедия, опера, фентъзи, фантастика, ужаси, порнографска манга (хентай) и др.

## Разпространение и влияние
Манга и аниме продукциите стават все по-популярни по цял свят, като влиянието им става все по-осезаемо от края на 20 и началото на 21 век поради увеличената дистрибуция на манга творби за чужбина и засиления интерес на чужденци. Често като най-силно влиянието на манга произведенията е приписвано над западната цивилизация и култура, особено англоговорещата, френскоговорещата и т.н. В България мангата и аниметата като видове изкуство също придобиват широка популярност в ерата на Интернет (особено в периода след края на 20 век), поради която онлайн дигиталното разпространение, следене, набавяне и дискутиране на тези аспекти (културни артефакти/продукти) от японската култура става все по-лесно и общодостъпно.

## Особености

### Демографско деление на аудиторията
Характерна черта на японските комикси е възрастовото и полово потребителско таргетиране. Японската манга се дели на следните категории, спрямо годините (възрастта) на читателите, към които са насочени списанията, в които тя се появява:
- Първата категория включва списания за деца (yonenshi), списания за тийнейжъри (shonenshi) и „младежки“ списания (yangushi, също под името seinenshi), които привличат читатели от късните юношески години до около тридесетгодишните.
- Втората група включва списания за възрастни (seinenshi, като seinen означава повече възрастен, от колкото младеж – или otonashi), които са предназначени за по-зрели читатели и нямат горна граница на възрастовата група.
- Мангата, която е предназначена повече за жени, също се дели на възрастови групи: за момичета (shojoshi) и за „дами“ (познати под името на японското произношение на английското „ladies“ или „redizu“). Мангата за жени обикновено се отличава със специфични типове герои, както и присъщо граматично и графично оформление, подходящи за женска аудитория.

Освен възрастовото и полово потребителско поделение, съществува и по-малко застъпено групово-служебно-професионално такова, при което манга произведенията са специално предназначени за определени социокултурни групи (напр. определени професии).

### Други характеристики
За разлика от повечето комикси по света, които най-често следват европейския маниер на графично оформление на комикса, мангата се характеризира със силно застъпване на техническото майсторство и оформянето на отделните визуални елементи (вкл. вниманието към детайлите), които съставляват комикс панелите (така се наричат страниците с правоъгълни кутии, които съставляват един комикс). Сред по-популярните оразличаващи характеристики на манга произведенията най-голямо значение обикновено се поставя на следните:
- Посоката на четене на манга е от дясно наляво и от горе надолу, за разлика от европейските комикси, които се четат от ляво надясно и от горе надолу.
- Може да се твърди, че мангата често по-добре илюстрира душевните състояния и емоциите на персонажите от други видове комикси.
- Стила на рисунките може да варира в големи размери между различните мангака творци, които спомага за разнообразието на външния вид.
- Манга творбите са с характерен графичен стил и оформление, особено уникален в частта за формите на човешката анатомия, по които силно се различават от европейските комикси (като последните са по-скоро по европейски окарикатурени или реалистични изрисувани). Такива черти на мангата включват по-големи и заоблени очи, голямо разнообразие от лицеви физиономии, както и редица графични знаци (често изписвани върху или близо до лицето на персонаж), които изразяват определени емоции. Част от тези знаци, показващи настроение или състояние, наподобяват стилизирани емотикони.
- Перспективата, гледната точка, графичното отразяване на действието, светлосенките и други аспекти на японските комикси са оприличавани често като по-разчупени и разнообразни от тези при европейските им събратя.
- Наличието на японските писмени системи като език (въпреки че съществуват и официални преводи, както и неофициални преводи от фенове, наречени фенсканпреводи или сканлации (на английски: scanlations).
- В съвременните комикси е силно застъпена употребата на неологизми, научно-технически термини, чуждестранни (особено английска) и японоограничена лексика. Също така фантастичните елементи са често силно застъпени.

## Препоръчителна литература
- „Japanese Manga Market Drops Below 500 Billion Yen“. ComiPress. 10 март 2007.
- „Un poil de culture – Une introduction à l'animation japonaise“ ((fr)). 11 юли 2007.
- Hattie Jones: 'Manga girls: Sex, love, comedy and crime in recent boy's manga and anime', in Brigitte Steger and Angelika Koch (2013 eds): Manga Girl Seeks Herbivore Boy. Studying Japanese Gender at Cambridge. Lit Publisher, pp. 24 – 81.
- ((it)) Marcella Zaccagnino and Sebastiano Contrari. „Manga: il Giappone alla conquista del mondo“( Архив на оригинала от 2015-05-13 в Wayback Machine.) Limes, rivista italiana di geopolitica. 31/10/2007.